# Шарбоније ле Мен
Шарбоније ле Мен (фр. Charbonnier-les-Mines) насеље је и општина у централној Француској у региону Оверња, у департману Пиј де Дом која припада префектури Исоар.
По подацима из 2011. године у општини је живело 904 становника, а густина насељености је износила 269,05 становника/km². Општина се простире на површини од 3,36 km². Налази се на средњој надморској висини од 430 метара (максималној 492 m, а минималној 403 m).

## Демографија
| 1962. | 1968. | 1975. | 1982. | 1990. | 1999. | 2011. |
| ----- | ----- | ----- | ----- | ----- | ----- | ----- |
| 906   | 917   | 937   | 904   | 813   | 832   | 904   |

График промене броја становника у току последњих година